# Тревор Ноа
Тревор Ноа (енгл. Trevor Noah; Јоханезбург, 20. фебруар 1984) јужноафрички је комичар, телевизијски водитељ, глумац и политички коментатор. Бивши је водитељ америчког сатиричног програма на Comedy Central-у, Дејли-шоу.